# Itabirito
Itabirito é um município brasileiro do estado de Minas Gerais, Região Sudeste do país. Localiza-se no Colar metropolitano de Belo Horizonte e ocupa uma área de cerca de 540 km², sendo que 21 km² estão em perímetro urbano. Sua população foi estimada em 53 365 habitantes em 2022.

## Filhos ilustres
- Alyrio Cavallieri [7] , juiz, desembargador da Infância e da Adolescência.
- Adriana Araújo, jornalista;
- Telê Santana, jogador e técnico de futebol;
- Nilson Batista Cardoso [8] , Jogador de Futebol, goleador do Atlético Mineiro, 125 gols pelo Atletico, empresario.

## Geografia

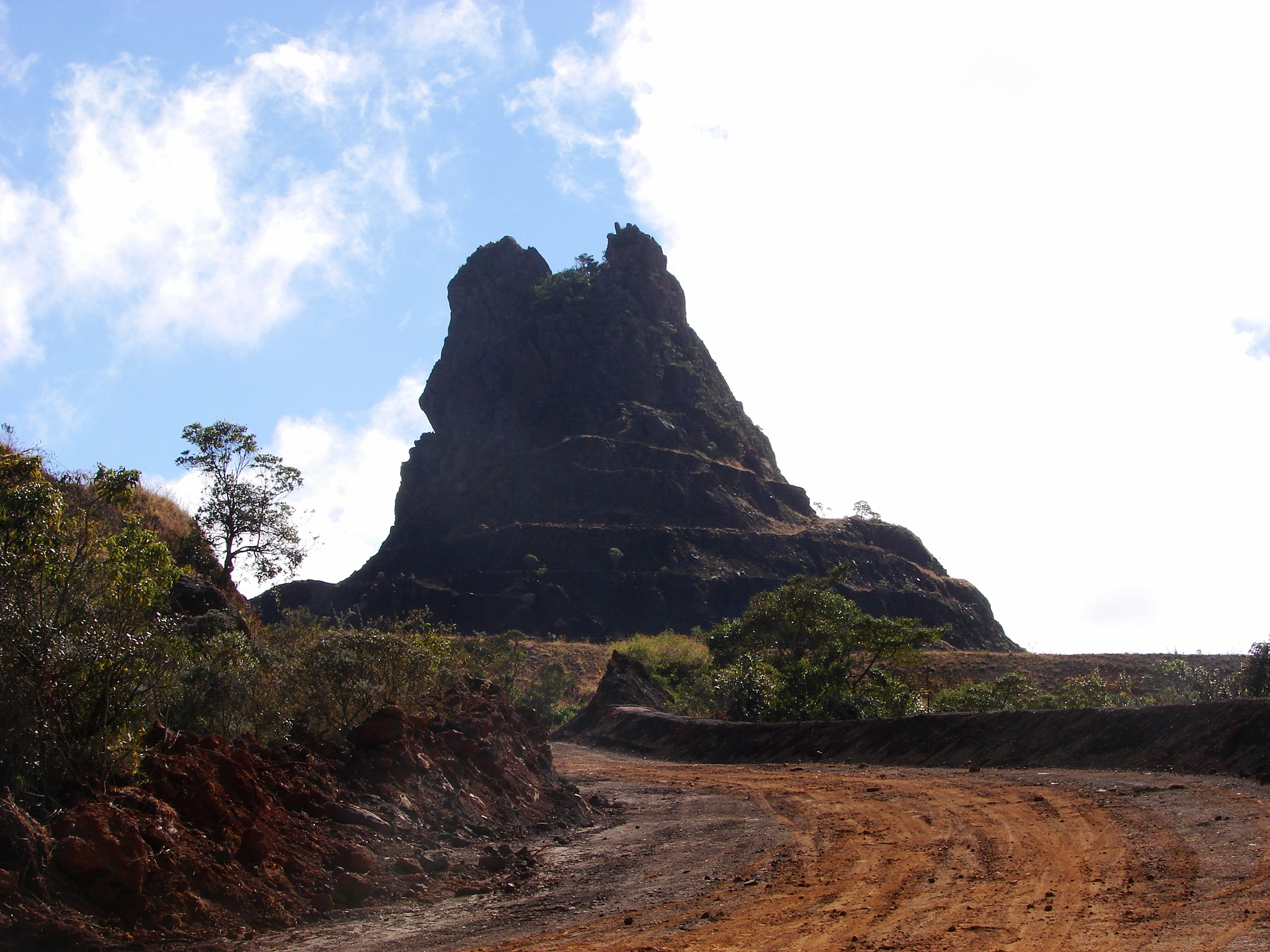
Vista do Pico do Itabirito

Situado no quadrilátero ferrífero de Minas Gerais, sua economia gira em torno da mineração, siderurgia e comércio, sendo que os dois últimos dependem invariavelmente da atividade mineral desempenhada no município.
Localiza-se na latitude 20º 15' 12" sul e longitude 43º 48' 05" oeste, estando a uma altitude média de 901 metros, predominando o clima tropical de altitude, de tipo Cwb na classificação climática de Köppen, com verões temperados e úmidos e invernos secos, são registradas geadas ocasionais no município. O ponto culminante de Itabirito é encontrado no Pico do Itabirito, monólito de hematita com 1 586 metros. A cidade é cortada pela BR-356, rodovia sinuosa e perigosa. Também é cortada por duas ferrovias: pela Linha do Centro da antiga Estrada de Ferro Central do Brasil e pela Ferrovia do Aço da antiga RFFSA.   Situa-se à meia distância entre Ouro Preto (48 km) e Belo Horizonte (57 km).
No município está localizada a Estação Ecológica Estadual Arêdes, uma unidade de conservação mantida pelo Instituto Estadual de Florestas de Minas Gerais.

## Turismo

### Culinária típica
O pastel de angu de Itabirito é considerado patrimônio cultural do município. Há uma variedade grande de recheios. A cidade realiza inclusive a Festa do pastel de Angu desde 2000, que envolve degustação da quitanda, quadrilhas, apresentações musicais e apresentações folclóricas.

### Julifest
Na tradicional Julifest, que todos os anos acontece na segunda semana do mês de Julho, na Praça dos Inconfidentes, são oferecidos várias delícias da culinária itabiritense como, por exemplo, o pastel de angu que é o prato típico da cidade. Os pontos de venda (barracas, que retratam as construções típicas da zona rural) são construídas pelos próprios moradores. Outras delícias como frango ao molho pardo, feijão tropeiro, caldos, vinho quente, pinga com mel, quentão, canjica, doces, umbigo de banana com angu e carne, podem ser encontradas durante os quatro dias de festa.